# De Berkt
De Berkt is een huis en landgoed ten zuidwesten van de Nederlandse plaats Heesch, nabij de buurtschappen Berkt en Munnekens-Vinkel. Delen van het huis zijn 16e-eeuws en het geheel wordt inclusief de tuinen omgeven door een gracht. Het huis is bereikbaar via een stenen boogbrug. Het huis bestaat uit een souterrain, een bel-etage die via een stenen trap bereikbaar is, een verdieping en een ten slotte een schilddak. Rondom het huis was een landgoed aanwezig met diverse bossen, een doolhof (Engels bos), lanenstructuur en enkele boerderijen met kleine akkers. Het landgoed heeft 111 hectare beslagen, maar is door gedeeltelijke verkoop versnipperd geraakt.
Het huis is in eigendom geweest van diverse families, waaronder die van Andreas van den Bogaerde van Terbrugge. In 1977 is het huis aangewezen als rijksmonument. Onder leiding van de architect Jan de Jong is het huis in 2002 gerestaureerd. 